# Илия Юруков (анархист)
Илия Д. Юруков е български анархист, теоретик и практик на анархизма, познаващ анархизма и философско-икономическите въпроси.

## Биография
Илия Юруков е роден в град Пазарджик в пролетарско семейство през 1902 г. Останал без образование заради политическите си убеждения, участва в организирането на младежка анархистическа организация. Изявява се като добър пропагандатор на идеите и с това привлича млади симпатизанти на групата. Като убеден антимилитарист отказва да влезе в казармата и по примера на френските трибуни заявава това пред пазарджишкото гражданство с разпространението на позив. Поради започналите преследвания от властите, Юруков минава в нелегалност. Работата си провежда в Хасково, Бургас и на други места. При едно от завръщанията си в Пазарджик хвърля бомба в дома на един полицай, върл и усърден противник на анархистическото движение. Когато бомбеният атентат не дава резултати, той стреля, но само ранява противника си. Следва арест в София и затваряне в пазарджишкия затвор, откъдето успява да избяга. През 1923 г. е арестуван в Пазарджик и заедно с другаря си Иван Бакърджиев и голяма група борци е разстрелян край село Лозен.
В теорията и практиката на анархизма Илия Юруков въвежда бъдещия доктор Константин Кантарев (1903 – 1992), автор на „Един безвластник в лапите на властта“.